# Averno (wrestler)
Renato Ruiz (Città del Messico, 9 maggio 1977) è un wrestler messicano, sotto contratto con la Consejo Mundial de Lucha Libre in cui lotta con il ring name Averno.

## Carriera

### Consejo Mundial de Lucha Libre (1995-presente)
Iniziò a lottare con il nome di Rencor Latino sotto la guida del padre, l'ex arbitro e lottatore Rodolfo Ruiz. Lottò nel Consejo Mundial de Lucha Libre dove ebbe, inizialmente, faide minori fino a quando, nel 2001, El Satanico lo reclutò nel suo gruppo.
Passando in questa fazione, Rencor Latino effettuò un turn heel. Iniziò ad indossare una maschera e a farsi chiamare Averno. Satanico e Averno si allearono con Mephisto e i tre ebbero una faida con Último Guerrero, Rey Bucanero e Tarzan Boy. Averno e Satanico fallirono l'assalto al CMLL World Tag Team Championship poiché vennero squalificati dopo un Low Blow. Il mese successivo, Averno, Satanico e Mephisto sconfissero gli altri tre in uno Steel Cage Match. Nel 2002, il trio vinse il Mexican National Trios Championship e iniziarono una faida con La Familia de Tijuana (Nicho el Millonario, Halloween e Damián 666). Il trio perse il titolo contro La Familia nel settembre 2002 ma la faida continuò fino al 2003, quando un match 3 vs 3 si chiuse in un No Contest a giugno. Dopo che Nicho el Millonario smise di apparire in CMLL, Averno, Satanico e Mephisto vinsero un torneo che decretava i primi sfidanti al CMLL World Trios Championship ma persero contro Black Tiger III, Dr. Wagner Jr. e Universo 2000 il 1º agosto. Alla fine del 2003, Mephisto e Averno effettuarono un turn face attaccando Satanico ma i due si divisero subito. Nel settembre del 2004, Averno sconfisse Zumbido in un match per il NWA World Middleweight Championship. Successivamente, Averno venne lanciato verso i main event e arrivò anche a un match valido per il WWA Welterweight Championship, ma perse contro El Hijo del Santo.
Nel febbraio 2005, Averno perse il titolo in favore di Mistico ma, l'aprile dello stesso anno, tornò a combattere in coppia con Mephisto riuscendo a vincere i CMLL World Tag Team Championships. Difesero i titoli per sette volte contro diverse coppie, prima di perderli contro Mistico e Negro Casas. Il 22 luglio 2009, Averno perse il World Middleweight Titles contro Hijo del Fantasma.

### Total Nonstop Action Wrestling (2008)
Nel 2008, partecipa alla TNA World X Cup, come parte del Team Mexico. Combatté durante il PPV Victory Road vincendo un 12-man Tag Team Elimination Match, nel quale il suo team vinse, ma Averno venne eliminato per quarto da Masato Yoshino, parte del Team Japan.

## Personaggio

### Mosse finali
- Devil Wings (Spinning sitout double underhook facebuster)
- Averno Driver (Sitout pumphandle drop)
- Cruzeta Invertida (Inverted figure-four leglock)

## Titoli e riconoscimenti
Consejo Mundial de Lucha Libre
- CMLL World Middleweight Championship (1)
- CMLL World Tag Team Championship (3 - con Mephisto)
- CMLL World Trios Championship (1 - con Ephesto e Mephisto)
- Mexican National Trios Championship (1 - con Satánico e Mephisto)
- NWA World Middleweight Championship (2)
- NWA World Historic Middleweight Championship (1)

Pro Wrestling Illustrated
- 46º tra i 500 migliori wrestler singoli nella PWI 500 (2006)

Total Nonstop Action Wrestling
- TNA World X Cup (2008) - con Rey Bucanero, Último Guerrero e Volador Jr.